# Буравков Олександр Анатолійович
Олександр Анатолійович Буравков — український військовослужбовець, бригадний генерал Національної гвардії України, начальник Західного територіального управління (з 2022). Учасник російсько-української війни.

## Життєпис
У 2019—2022 роках командир 3-ї бригади оперативного призначення Національної гвардії України.
Станом на 2022 рік начальник Західного територіального управління Національної гвардії України.

## Нагороди
- орден Богдана Хмельницького III ступеня (25 березня 2022) — за особисту мужність і самовіддані дії, виявлені у захисті державного суверенітету та територіальної цілісності України, вірність військовій присязі, зразкове виконання службового обов'язку[3].

## Військові звання
- бригадний генерал (24 серпня 2022)[4]